# Tineola bisselliella
La polilla común de la ropa o polilla de la ropa (Tineola bisselliella), es una especie de lepidóptero de la familia Tineidae, subfamilia Tineinae. Es la especie tipo de su género Tineola y fue descrita por primera vez por el entomólogo sueco Arvid David Hummel en 1823. El nombre específico suele estar mal escrito biselliella, por ejemplo, por G. A. W.  Herrich-Schäffer, cuando fundó Tineola en 1853.
Las larvas (orugas) de esta polilla se consideran una plaga grave, ya que pueden alimentarse de la ropa (en particular de la lana, pero también de muchas otras fibras naturales) y también, como la mayoría de las especies relacionadas, de los alimentos almacenados, como los cereales.

## Descripción
Tineola bisselliella es una polilla pequeña de 6–7 mm longitud del cuerpo y 9–16 mm envergadura (más comúnmente 12–14 mm). La cabeza es de color ocre ferruginoso claro, a veces teñida de marrón. Alas anteriores de color ocre amarillento pálido; base de costa fuscous. Alas posteriores de color gris blanquecino ocre, (se distingue de especies similares por su coloración amarillo-marrón u ocre y su mechón de pelo rojo-anaranjado en la cabeza).

## Ciclo vital
Las hembras ponen huevos en grupos de entre 30 y 200 que se adhieren a las superficies con un pegamento similar a la gelatina. Estas eclosionan entre cuatro y diez días después y se convierten en orugas blancas casi microscópicas que inmediatamente comienzan a alimentarse. También tejen esteras bajo las cuales se alimentan sin ser notados y de las cuales emergen parcialmente por la noche o en condiciones de oscuridad para adquirir alimento. El desarrollo a la siguiente etapa se lleva a cabo a través de entre cinco y 45 estadios, generalmente en el transcurso de entre un mes y dos años hasta que se alcanza la etapa de pupa. En este punto, las orugas tejen capullos y pasan aproximadamente otros 10 a 50 días desarrollándose hasta convertirse en adultos.
Una vez completada la pupa, las polillas adultas emergen y comienzan a buscar pareja. Las hembras tienden a moverse menos que los machos y ambos sexos prefieren escabullirse sobre las superficies a volar; algunos adultos nunca vuelan. Los adultos pueden vivir entre 15 y 30 días más, después de lo cual mueren (de lo contrario, la muerte se produce poco después del apareamiento en el caso de los machos y poco después de la puesta de huevos en el caso de las hembras). El ciclo de vida puede completarse en el plazo de un mes en las condiciones más favorables (24 °C y 70-75% de humedad relativa), pero puede llevar varios años (temperaturas y humedad más bajas solo ralentizarán el desarrollo, las larvas aún eclosionarán y crecerán a temperaturas tan bajas como 10 °C y puede sobrevivir hasta 33 °C.
A diferencia de las orugas, las polillas adultas no se alimentan: adquieren toda la nutrición y humedad que necesitan mientras están en etapa larvaria, y una vez que salen de los capullos su único objetivo es reproducirse. Sólo tienen partes bucales atrofiadas y no pueden alimentarse de telas ni de ropa. Todo el daño alimentario lo realiza la forma de oruga (larva). Los edificios con calefacción permiten que las polillas de la ropa se desarrollen durante todo el año. El ciclo de vida general de un huevo a otro suele durar de 4 a 6 meses, con dos generaciones por año.

## Distribución y ecología

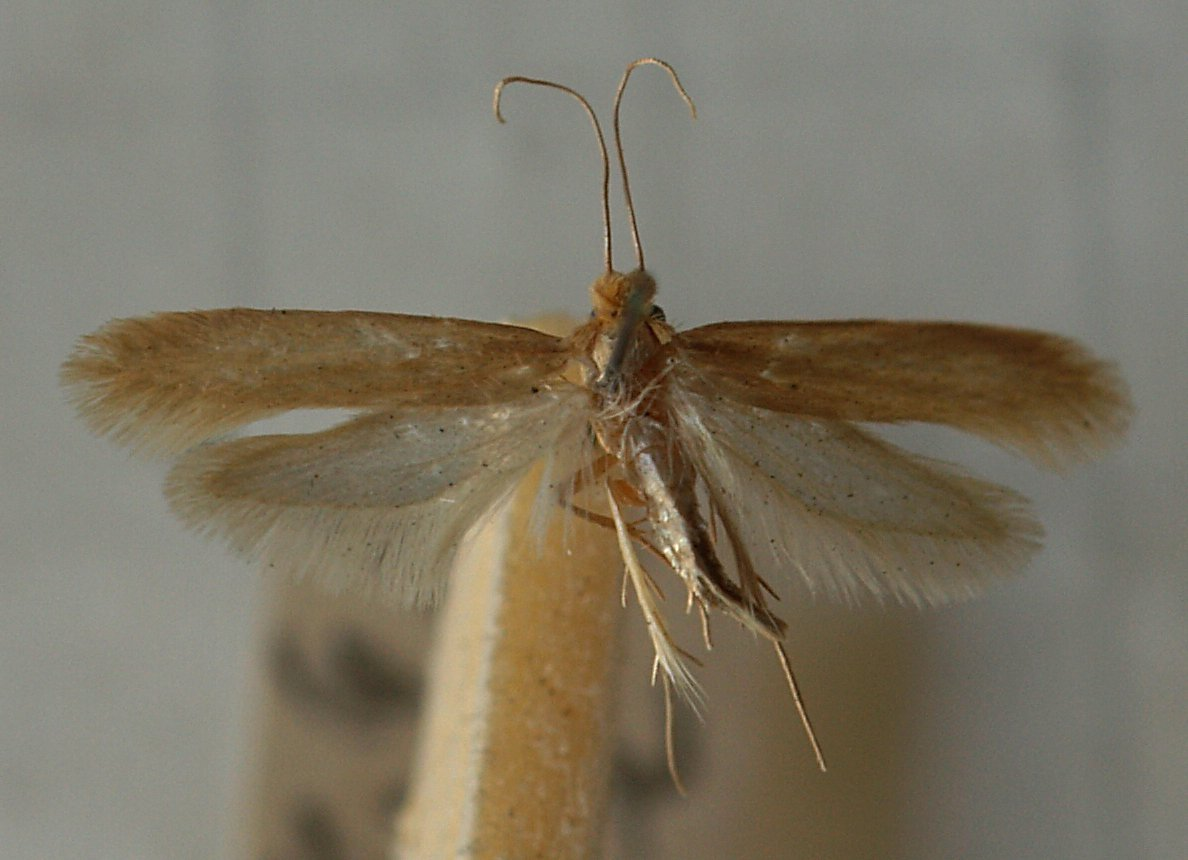
Ejemplar adulto

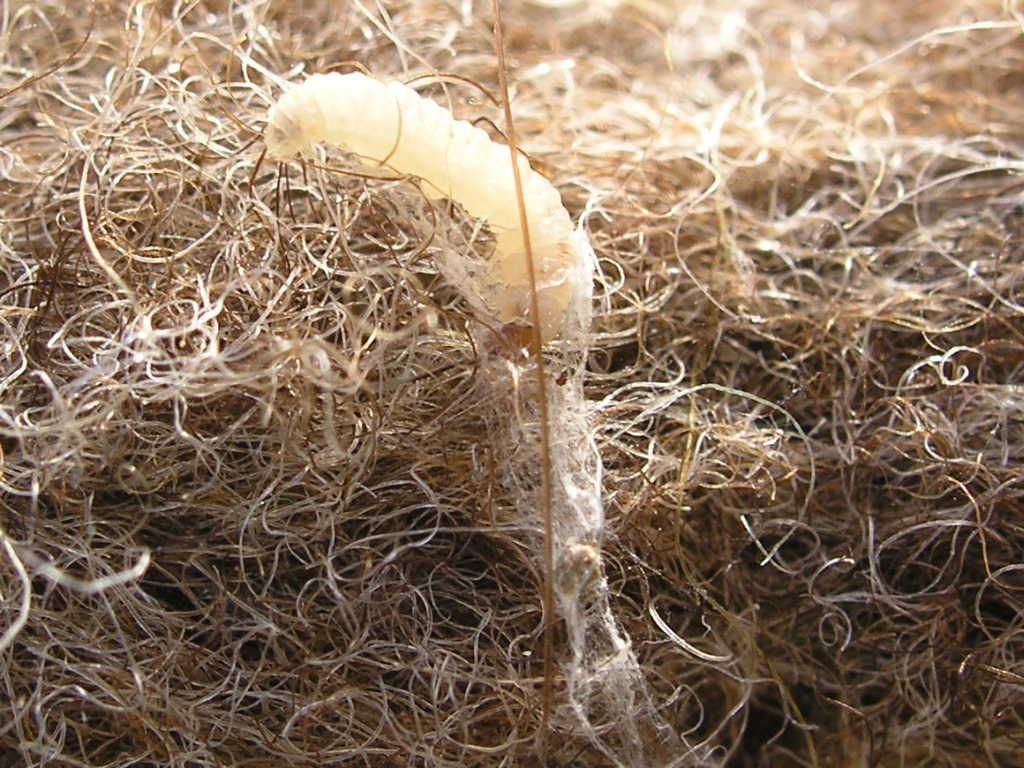
Forma larvaria

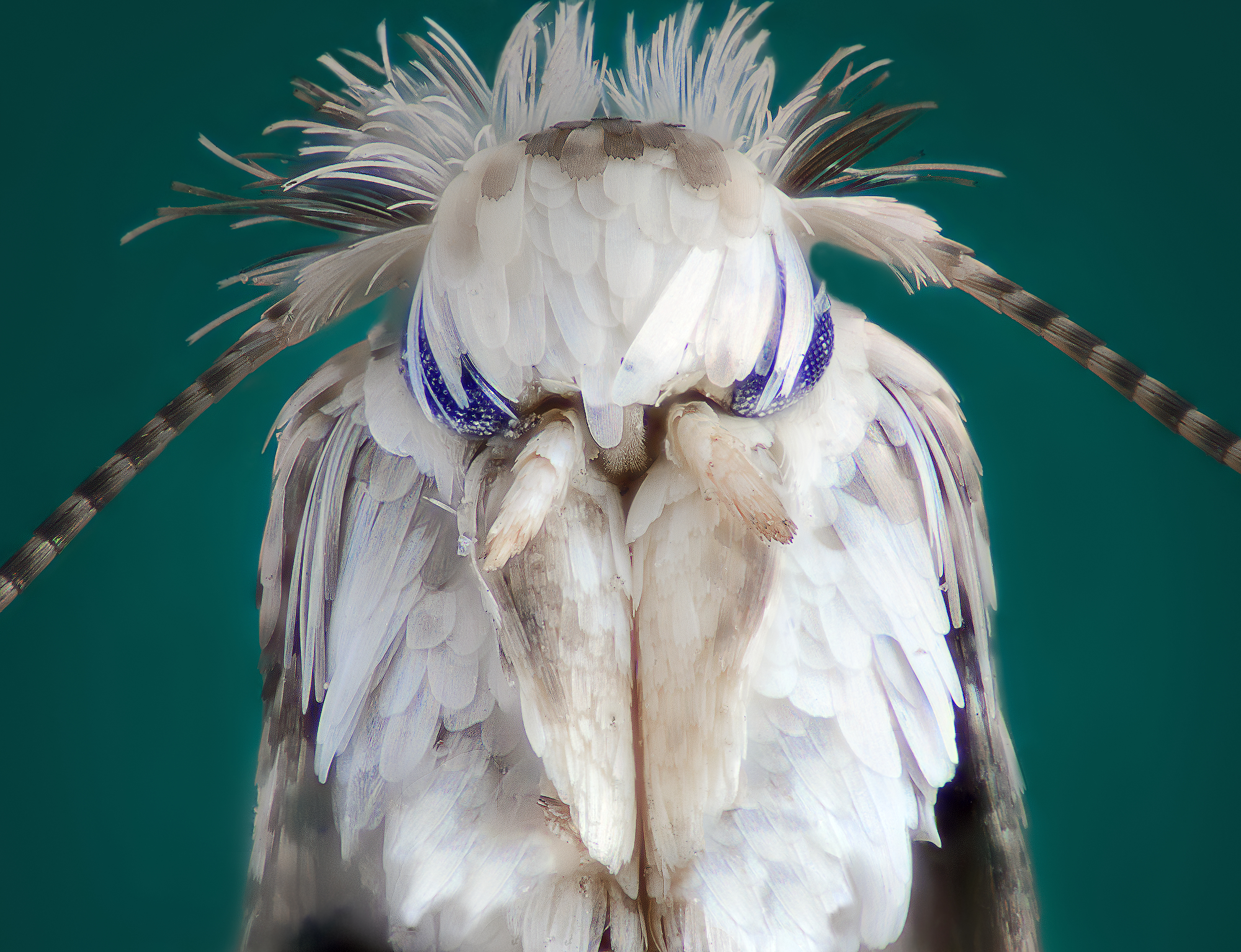
Primer plano de una polilla de la ropa común

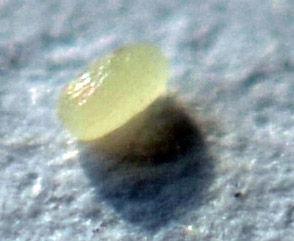
Macrofotografía de un huevo recién puesto y no pegajoso que mide menos de 1 mm

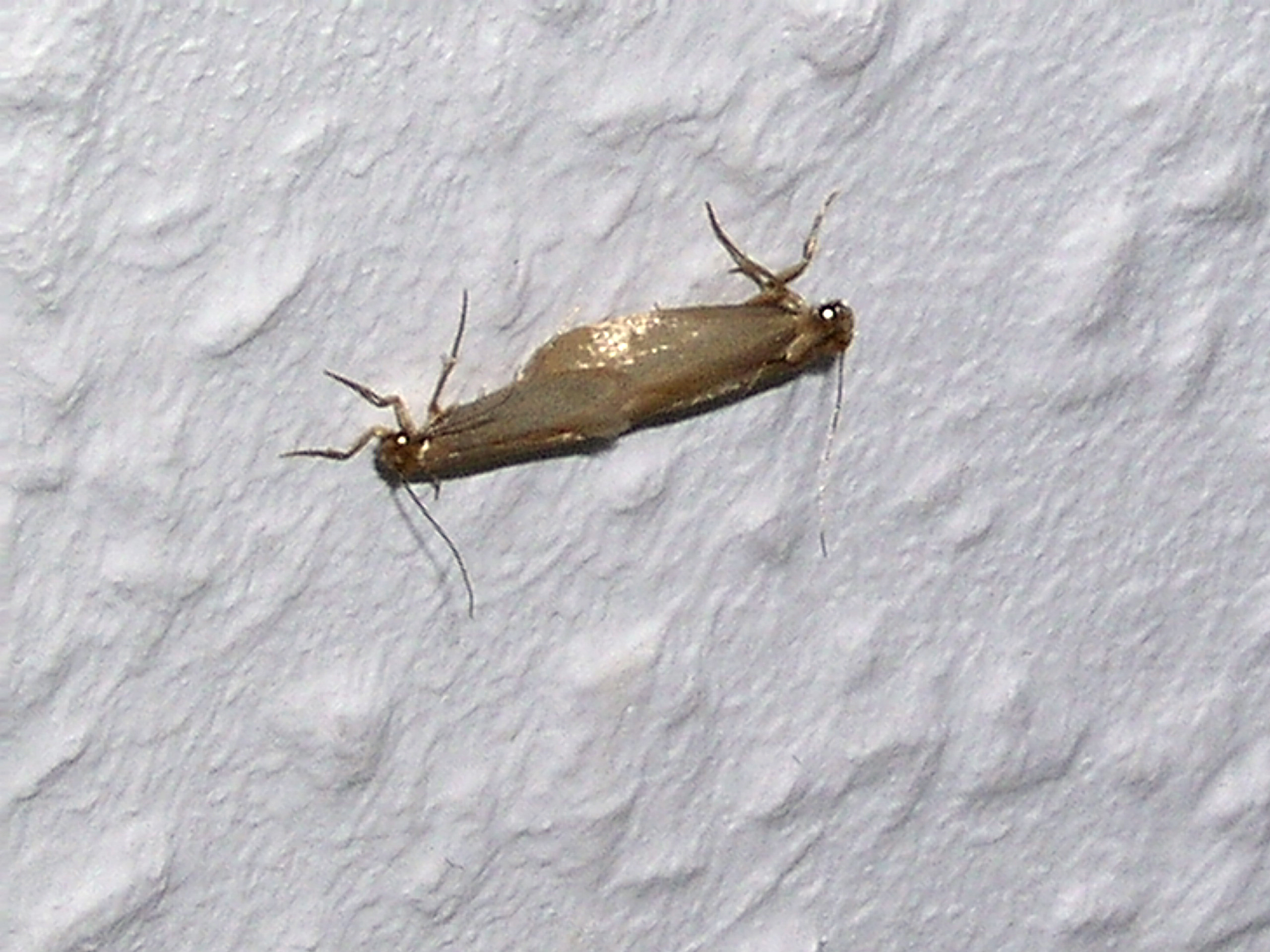
Dos T. bisselliella apareándose

El área de distribución natural de esta polilla es el Paleártico occidental, pero ha sido transportada por viajeros humanos a otras localidades. Por ejemplo, hoy en día se encuentra en Australia. La presencia de la especie no se ha registrado en Francia, Grecia, Eslovenia y Suiza, aunque esto probablemente refleja más la falta de datos de presencia que su ausencia.
Esta especie es conocida por alimentarse de ropa y fibras naturales; tienen la capacidad de digerir la proteína queratina de la lana y la seda. Las polillas prefieren telas sucias para la oviposición y se sienten particularmente atraídas por las alfombras y la ropa que contiene sudor humano u otros líquidos orgánicos que se han derramado sobre ellas; Los restos de tierra pueden proporcionar nutrientes esenciales para el desarrollo de las larvas. Las larvas se sienten atraídas a estas áreas no sólo por el alimento sino también por los rastros de humedad; no requieren agua líquida.
La gama de productos alimenticios registrados incluye tejidos de lino, seda y lana, así como pieles. Comerán fibras sintéticas y de algodón si se mezclan con lana y pueden usar algo de algodón para construir su capullo. Además, se han encontrado en plumas y pelos caídos, salvado, sémola y harina (posiblemente prefiriendo la harina de trigo), galletas, caseína y especímenes de insectos en museos. En un caso, se encontraron orugas vivas de T. bisselliella en la sal. Probablemente vagaron allí por casualidad, ya que incluso para una especie tan polífaga como ésta, el cloruro de sodio puro no tiene ningún valor nutricional y, de hecho, es un fuerte desecante, pero esto aún demuestra su robustez. La temperatura y la humedad desfavorables pueden retardar el desarrollo, pero no siempre lo detendrán.
Tanto los adultos como las larvas prefieren condiciones de poca luz. Mientras que muchos otros Tineidae se sienten atraídos por la luz, las polillas comunes parecen preferir las áreas oscuras u oscuras. Si las larvas se encuentran en una habitación bien iluminada, intentarán reubicarse debajo de los muebles o los bordes de las alfombras. Las alfombras hechas a mano son las favoritas, porque es fácil para las larvas arrastrarse debajo y causar daños desde abajo. También se arrastrarán bajo las molduras de los bordes de las habitaciones en busca de zonas oscuras donde se hayan acumulado restos fibrosos y que, por tanto, contengan buena comida.

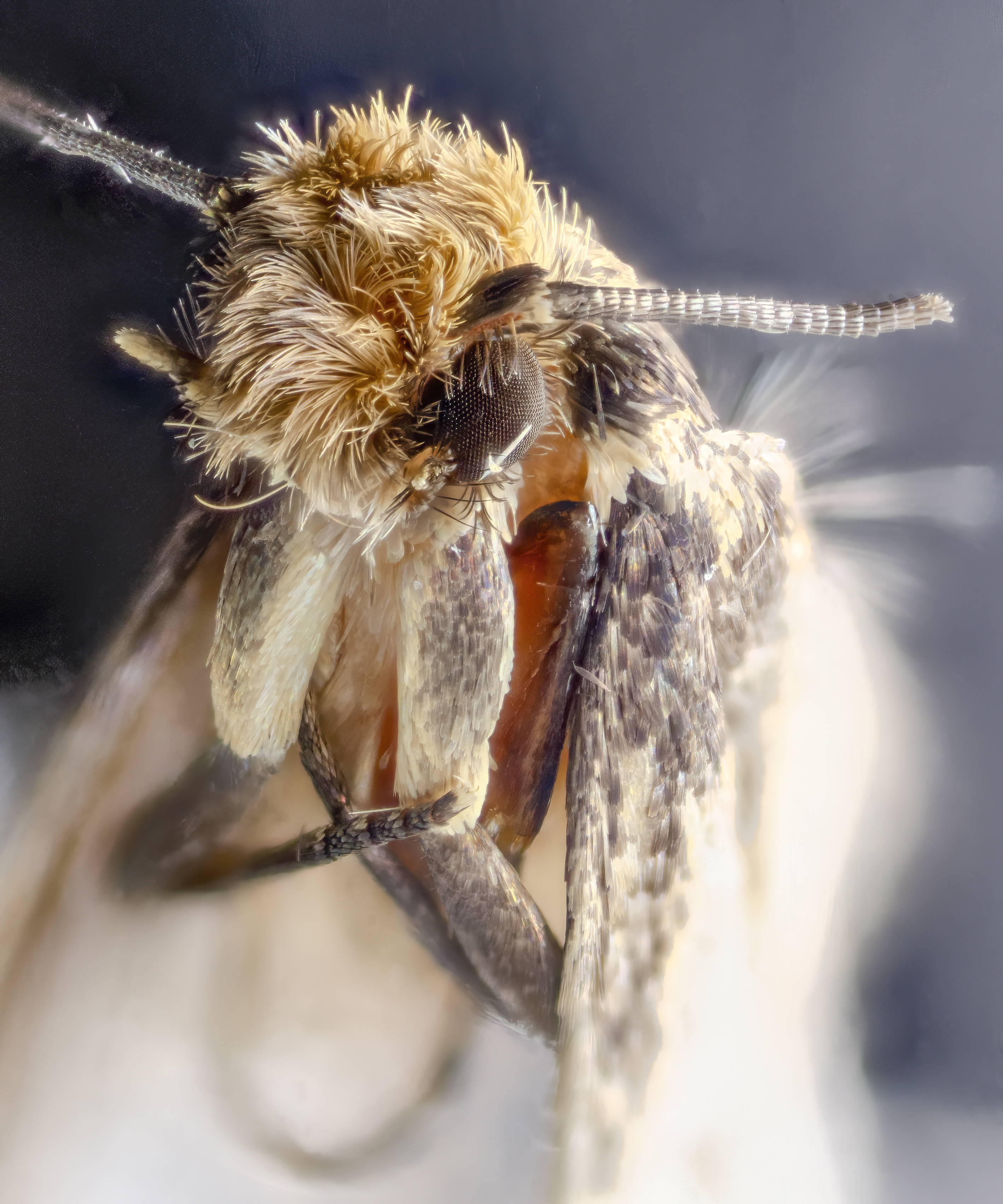
Foto de primer plano que muestra los ojos compuestos de T. bisselliella

## Control de plagas
Se deben usar recipientes herméticos para evitar la reinfestación una vez que cualquiera de los siguientes métodos mata huevos, larvas y polillas. Las medidas de control de T. bisselliella (y especies similares) incluyen las siguientes:Las medidas anóxicas funcionan mediante la sustitución del oxígeno por un gas inerte, asfixiando a los insectos.
Anoxia de dióxido de carbono: Similar a la criofumigación, pero utilizando gas dióxido de carbono seco comprimido para excluir el oxígeno. Se recomienda un tratamiento durante una semana a 25 grados Celsius (77,0 °F). Anoxia de nitrógeno: Similar a la criofumigación, pero utilizando gas nitrógeno seco para excluir el oxígeno. Este proceso puede ser más costoso que el tratamiento con dióxido de carbono. Anoxia de argón: Similar a la criofumigación, pero utilizando gas argón seco para excluir el oxígeno. Este proceso puede ser más costoso que el tratamiento con dióxido de carbono. Medidas físicas: - Cepillar vigorosamente a la luz brillante puede desprender los huevos y las larvas, que pueden caer al suelo. - Trampas para polillas de la ropa: Por lo general, consisten en recintos de cartón con revestimiento adhesivo y cebo de feromonas artificiales. Esta medida puede ayudar a controlar la infestación actual y evitar que los machos se apareen con las hembras. Solo los machos son atraídos hacia las trampas. - Limpieza en seco: Esto mata a las polillas en la ropa existente y ayuda a eliminar la humedad de la ropa. - Congelación: Congelar el objeto durante varios días a temperaturas inferiores a 18 grados Fahrenheit (-7,8 °C) para matar las larvas. Sin embargo, los huevos sobreviven a la congelación a -23 °C. - Calor (48,9 °C durante 30 minutos o más): Estas condiciones posiblemente se pueden lograr colocando materiales infestados en un ático o automóvil expuesto al sol en clima cálido, o lavando la ropa a esta temperatura o superior. Los controladores de plagas especializados también pueden proporcionar varios métodos de tratamiento térmico.

## Sinónimos
La polilla de la ropa común es una especie ampliamente distribuida y frecuentemente observada, lo cual ha llevado a que se haya descrito repetidamente con varios sinónimos y otros nombres científicos que actualmente no son válidos.
- Tiña biselliella Staudinger, 1899 (lapsus)
- Tiña bisselliella Hummel, 1823
- Tiña crinella Sodoffsky, 1830
- Tiña destructora Stephens, 1825
- Tinea flavifrontella Thunberg, 1794 (no Denis & Schiffermüller, 1775: preocupado)
- Tiña lanariella Clemens, 1859
- Tinea vestianella ( sensu auct., non Linnaeus, 1758: preocupada)
- Tineola furciferella Zaguljaev, 1954